# 303546 Bourbaki
303546 Bourbaki è un asteroide della fascia principale. Scoperto nel 2005, presenta un'orbita caratterizzata da un semiasse maggiore pari a 2,7578861 UA e da un'eccentricità di 0,1997760, inclinata di 6,43993° rispetto all'eclittica.
L'asteroide è dedicato a Nicolas Bourbaki, lo pseudonimo collettivo con cui un gruppo di matematici francesi ha pubblicato vari testi nel corso del XX secolo.